# Mitch Leigh
Pour les articles homonymes, voir Leigh.
Mitch Leigh (né Irwin Michnick le 30 janvier 1928 à Brooklyn, New York, et mort le 16 mars 2014  à Manhattan) est un compositeur américain de comédies musicales et un producteur de théâtre, connu surtout pour avoir composé L'Homme de la Mancha, qui lui a valu deux Tony Awards en 1966. Il est diplômé de Yale (Master of Music, 1952) auprès de Paul Hindemith.

## Biographie
Leigh est né à Brooklyn, New York. Il est diplômé de Yale en 1951 avec un baccalauréat en musique, et en 1952 il reçoit sa maîtrise en musique dans la classe de Paul Hindemith.
Il commence sa carrière en tant que musicien de jazz, et compose des publicités pour la radio et la télévision. En 1955, pour l'enregistrement LP de Jean Shepherd Into the Unknown with Jazz Music, on fait appel à Leigh pour la musique et les intermèdes de jazz entre les improvisations de l'acteur Jean Sheperd. En 1965, Leigh a fait équipe avec le parolier Joe Darion et écrivain Dale Wasserman pour écrire une comédie musicale basée sur une pièce télévisée de 1959 de Wasserman, I, Don Quichotte. Le spectacle qui en résulte, la comédie musicale Man of La Mancha, L'homme de La Mancha est créée à Broadway en 1965 pour 2 328 représentations.
Une adaptation française, créée au Théâtre des Champs-Élysées, le 11 décembre 1968 est due au chanteur-compositeur belge Jacques Brel. Joan Diener reprend, en français, son rôle d'Aldonza.
Le spectacle suivant, Chu Chem, créé un an après Man of La Mancha n'a pas tenu la route. Produit par Leigh, on le retrouve à Broadway en 1989 pour 68 représentations.
Cry for Us All, basé sur la pièce Hogan's Goat, est créée à Broadway en 1970 mais ne connaît que 9 représentations. Leigh en est  le producteur et le compositeur. Il engage comme vedette pour Home Sweet Homer Yul Brynner. Cette comédie musicale est arrêtée après une seule représentation en 1975. Sarava par contre, connaît 101 représentations en 1979.
En 1985, Leigh produit et met en scène une reprise de Le Roi et moi (The King and I), comédie musicale de Oscar Hammerstein II et Richard Rodgers, créée à Broadway en 1951. 191 représentations rassemblent Yul Brynner (Le Roi de Siam) et Mary Beth Peil (Anna Leonowens).
En 1985, Lee Adams demande à Leigh de collaborer à une comédie musicale intitulée Mike, produite par Mike Todd. Le projet ne va pas plus loin qu'au stade des répétitions. Une tentative de reprise, sous le titre Ain't Broadway Grand!, en 1993, s'arrête après 25 représentations. Il écrit également la musique d'Halloween avec Sidney Michaels, mais aussi Barbara Cook et José Ferrer. cet ouvrage n'est jamais monté à Broadway.  
Leigh compose entre autres le jingle « Nobody Doesn't Like Sara Lee ». Il fonde le Music Makers, Inc. en 1957, maison de production pour la radio et la télévision.
En 1977, Leigh et d'autres créent la bourse Keith Wilson à la Yale School of Music établi la bourse, attribuée à un interprété exceptionnel d'instrument à vent.
Un bâtiment à l'école de musique de l'Université de Yale a été nommé « Abby and Mitch Leigh Hall » en 2001.
En 2006, Leigh reçoit doté d'une chaire de jazz à l'Université de Yale, la chaire Willie Ruff.
Leigh décède à Manhattan le 16 mars 2014, de mort naturelle, à l'âge de 86 ans.

## Œuvres
- 1965 : Man of La Mancha — la chanson The impossible Dream (The Quest), a été reprise par une cinquantaine d'interprètes.
- 1971 : Chu Chem, repris en 1989.
- 1970 : Cry For Us All, d'après la pièce Hogan's Goat, créé à Broadway.
- 1975 : Home Sweet Somer, avec Yul Brynner.
- 1993 : Ain't Broadway Grand!.